# Маяк (Мелітопольський район)
Мая́к — село в Україні, у Мелітопольському районі Запорізької області. Входить до складу Семенівської сільської громади. Населення становить 91 осіб. 

## Географія
Село Маяк знаходиться на відстані 2,5 км від села Зеленчук та за 5 км від села Новомиколаївка. По селу протікає пересихає струмок з загати.

## Історія
- 1928 — дата заснування.
- До 2019 року орган місцевого самоврядування - Новгородківська сільська рада.
- 22 червня 2023 року рішенням Національної комісії зі стандартів державної мови віднесено до списку населених пунктів, які «можуть не відповідати лексичним нормам української мови», зокрема стосуватися «російської імперської чи колоніальної політики». Громаді рекомендовано обґрунтувати доцільність збереження поточної назви або запропонувати нову назву в установленому законодавством порядку.[1]